# The Monster Show
The Monster Show és un àlbum de la banda Lordi, concretament és una compilació dels anteriors àlbums Get Heavy i The Monsterican Dream.

## Llista de Cançons
1. Threatrical Trailer – 1.09
2. Bring It On – 4.35
3. Blood Red Sandman – 4.03
4. My Heaven Is Your Hell – 3.41
5. Would You Love a Monsterman? – 3.02
6. Devil Is a Loser – 3.31
7. Icon of Dominance – 4.36
8. The Children of the Night – 3.44
9. Shotgun Divorce – 4.42
10. Forsaken Fashion Dolls – 3.45
11. Wake the Snake – 3.46
12. Rock the Hell Outta You – 3.05